# Archie Panjabi
Archana Punjabi (* 31. květen 1972, Edgware, Velká Británie) je britská herečka, která se proslavila rolí Kalindy Sharma v seriálu Dobrá manželka. Za její zobrazení získala cenu Emmy v roce 2010 a cenu NAACP Image Award v roce 2012, poté dvě další nominace na Emmy, jednu nominaci na Zlatý glóbus a tři nominace na cenu Screen Actors Guild Award. Dále si zahrála ve filmech Východ je východ (1999), Blafuj jako Beckham (2002), Nepohodlný (2005) a Síla srdce (2007).

## Počátky
Narodila se v Edgware ve Velké Británii do rodiny Govinda a Padmy Panjabiových, přistěhovalců z Pákistánu. Navštěvovala Brunel University, kde studovala management. Chodila také do baletu.

## Kariéra
Před kamerou se poprvé objevila v roce 1994 v seriálu Siren Spirits. Českým divákům může být známa z několika celovečerních úspěšných filmů. K těm patří snímky jako Blafuj jako Beckham, Dobrý ročník nebo Nepohodlný.
Objevila se také v jedné z hlavních rolí seriálů Dobrá manželka a Moře duší.

## Ocenění
Za svou roli v seriálu Dobrá manželka byla nominována na Zlatý glóbus, nominaci ale neproměnila. Za stejnou roli získala cenu Emmy. Za svou kariéru získala celkem 5 ocenění, na dalších 9 byla nominována.

## Osobní život
Od roku 1998 je provdána za krejčího Rajeshe Nihalaniho.

## Filmografie

### Filmy
| Rok  | Název                         | Role               | Poznámky            |
| ---- | ----------------------------- | ------------------ | ------------------- |
| 1995 | Bideshi                       | Joyoti             | krátkometrážní film |
| 1999 | Výchov je východ              | Meenah Khan        |                     |
| 2001 | Delilah                       | Adult Pim          | krátkometrážní film |
| 2002 | Black Nor White               | Sangeeta           | krátkometrážní film |
| 2002 | Blafuj jako Beckham           | Pinky Bhamra       |                     |
| 2002 | Arranged Marriage             | Shashi             | krátkometrážní film |
| 2003 | Cross My Heart                | Sumi               |                     |
| 2004 | Yasmin                        | Yasmin             |                     |
| 2005 | Chromofobie                   | Sarita             |                     |
| 2005 | Nepohodlný                    | Ghita Pearson      |                     |
| 2006 | Dobrý ročník                  | Gemma              |                     |
| 2007 | Lezioni di volo               | Sharmila           |                     |
| 2007 | I Could Never Be Your Woman   | dívka na castingu  |                     |
| 2007 | Síla srdce                    | Asra Nomani        |                     |
| 2008 | Zrádce                        | Chandra Dawkin     |                     |
| 2008 | My World                      | učitelka           | krátkometrážní film |
| 2009 | Špion(i)                      | Anna               |                     |
| 2009 | Be Good                       | adopční pracovnice | krátkometrážní film |
| 2010 | The Infidel                   | Saamiya Nasir      |                     |
| 2010 | The Happiness Salesman        | Karen              | krátkometrážní film |
| 2013 | Zmizení Eleanor Rigbyové: Oni |                    |                     |
| 2014 | Výchozí bod                   | Priya Varma        |                     |
| 2015 | San Andreas                   | Serena             |                     |

### Televizní seriály
| Rok     | Název                   | Role                        | Poznámky                                                 |
| ------- | ----------------------- | --------------------------- | -------------------------------------------------------- |
| 1994    | Siren Spirits           | Joyoti                      | díl: „Bideshi“                                           |
| 1996    | Tenká modrá linie       | Nazia Habib                 | díl: „Alternativní kultura“                              |
| 1997    | Dad                     | —                           | díl: „Dadmestic“                                         |
| 2000    | Brand Spanking New Show | Různé role                  | 12 dílů                                                  |
| 2001    | A Mind to Kill          | Lamisa Khan                 | díl: „Colour Blind“                                      |
| 2001    | Krůček k vraždě         | Jill Evans                  | díl: „Vigilante“                                         |
| 2001    | The Bill                | Shanaz Arad                 | 2 díly                                                   |
| 2002    | Single Voices           | —                           | díl: „Little Englander“                                  |
| 2002    | Holby City              | Ali Safron                  | díl: „From This Moment On“                               |
| 2002    | My Family               | dentální asistentka         | díl: „Of Mice and Ben“                                   |
| 2002    | White Teeth             | Alsana                      | 4 díly                                                   |
| 2003    | The Canterbury Tales    | Clare                       | díl: „The Man of Law's Tale“                             |
| 2003–04 | Grease Monkeys          | Rita Dhillon                | 20 dílů                                                  |
| 2004    | Moře duší               | Megan Sharma                | 6 dílů                                                   |
| 2004–06 | Pošťák Pat              | Meera Baines                | 17 dílů                                                  |
| 2006–07 | Life on Mars            | Maya Roy                    | 2 díly                                                   |
| 2007    | Silent Witness          | Amita Joshi                 | 2 díly                                                   |
| 2009    | Personal Affairs        | Jane Lesser                 | 5 dílů                                                   |
| 2009–15 | Dobrá manželka          | Kalinda Sharma              | hlavní role (1.–6. řada); 134 dílů                       |
| 2013–14 | The Fall                | profesorka Reed Smith       | 9 dílů                                                   |
| 2014    | The Widower             | Simone Banerjee             | 2 díly                                                   |
| 2015    | Brooklyn 99             | poručík Singh               | díl: „The Funeral“                                       |
| 2016    | Shetland                | detektiv seržant Asha Isran | 5 dílů                                                   |
| 2016    | The Jury                | Kim Dempsey                 | neprodaný televizní pilotní díl                          |
| 2016    | Power Monkeys           | Preeya                      | 6 dílů                                                   |
| 2016–18 | Mrtvý bod               | Nas Kamal                   | hlavní role (2. řada), hostující role (3. řada); 20 dílů |
| 2017    | Bull                    | Arti Cander                 | díl: „The Devil, The Detail“                             |
| 2017    | BoJack Horseman         | Tilda Madison               | díl: „Commence Fracking“                                 |
| 2018    | Next of Kin             | Mona Harcourt               | 6 dílů                                                   |
| 2019    | Departure               |                             |                                                          |

### Televizní filmy
| Rok  | Název                   | Role                | Poznámky |
| ---- | ----------------------- | ------------------- | -------- |
| 1995 | Under the Moon          | Heena               |          |
| 2000 | Na počátku              | Basya               |          |
| 2001 | Neviditelný Ivor        | Leila               |          |
| 2002 | Břemeno minulosti       | probační pracovnice |          |
| 2002 | Tough Love              | Chandra             |          |
| 2003 | This Little Life        | Niala               |          |
| 2003 | Final Demand            | Farida              |          |
| 2005 | A Very Social Secretary | Ashley              |          |